# ET & Rodolfo
ET & Rodolfo foi uma dupla formada pelos humoristas Cláudio "ET" Chirinian (Osasco, 14 de agosto de 1963 — São Paulo, 2 de fevereiro de 2010) e Rodolfo Carlos de Almeida (São Paulo, 30 de setembro de 1971).

## Trajetória antes da dupla

### Cláudio Chirinian, o ET
Cláudio Chirinian era conhecido pelo pseudônimo de Sabiá na região central de Osasco, em São Paulo, e trabalhava como entregador de avisos de impostos na Secretaria Municipal da Fazenda de Osasco.

### Rodolfo Carlos
Aos 16 anos, Rodolfo Carlos, procurou o jornal Diário de Osasco em busca de emprego como repórter. Em um ano e meio trabalhando na imprensa foi para a Rádio Cruzeiro e a Rádio Record, logo depois foi contratado para ser produtor do jornalista Gil Gomes no programa Aqui Agora.  Rodolfo criou acidentalmente o quadro Patrulha do Consumidor de Celso Russomano ao tentar resolver uma briga de vizinhos. Em seguida, o jornalista foi convidado para ser secretário parlamentar de Russomano em Brasília, que na época era deputado federal pelo estado de São Paulo. Ratinho encontra Rodolfo nos corredores da Rede CNT devido ao trabalho dele com Russomano e, em 1996, Carlos Massa convidou Rodolfo para trabalhar como produtor do programa 190 Urgente na parceria Rede CNT/TV Gazeta de São Paulo.
Em 1997, o jornalista Rodolfo Carlos de Almeida transferiu-se para a Rede Record com o apresentador Ratinho, onde produziu e fez reportagens. Rodolfo e Claudio eram vizinhos em Osasco e se conheciam de vista. Rodolfo saiu para fazer três reportagens e nenhuma deu certo; sendo assim ele pensou em Cláudio e o convenceu a participar do programa; e assim foi composta a dupla humorística ET & Rodolfo no programa Ratinho Livre.

## A dupla Rodolfo e ET
A primeira aparição de Rodolfo e ET foi no programa Ratinho Livre. Durante alguns dias foi feito um suspense de maneira circense, no qual ET ficou alguns episódios do programa dentro de uma caixa até o momento de ser revelado. Surgia ali a dupla ET e Rodolfo. O sucesso da dupla chegou a colocar a audiência do programa Ratinho Livre da RecordTV perto da TV Globo, disputando o primeiro lugar em audiência. Ainda pela Record, Rodolfo recusou uma proposta de participação solo. O SBT, em busca de novas atrações para o programa Domingo Legal, contratou a dupla em fevereiro de 1998 para trabalharem no programa apresentado por Gugu Liberato. Rodolfo só aceitou o contrato sabendo que teria a carteira de trabalho assinada e a presença de ET ao seu lado durante o programa.
No programa, a dupla possuía um quadro fixo em que acordavam artistas, incluindo várias tentativas frustradas de acordar o próprio dono do SBT, o empresário Sílvio Santos.  O quadro chegava a dar picos de 30 pontos no Ibope para o programa, até então comandado por Gugu Liberato, levando-o algumas vezes ao primeiro lugar.
ET e Rodolfo gravaram um CD de músicas humorísticas produzido por Rick Bonadio que vendeu mais de 300 mil cópias, Sendo premiado com Disco de Ouro pela ABPD. Com o fim da dupla em janeiro de 2001, Rodolfo manteve-se como repórter do Domingo Legal, enquanto Cláudio foi para o programa Boca de Forno, do Raul Gil.

## Discografia
- 1998 - Rodolfo & ET (Virgin)
- 2000 - Deus Ajude que Venda (Virgin)